# Імбирне вино
Імбирне вино — міцне вино, продукт бродіння родзинок (або ананаса) і чорного імбиру (Kaempferia parviflora).

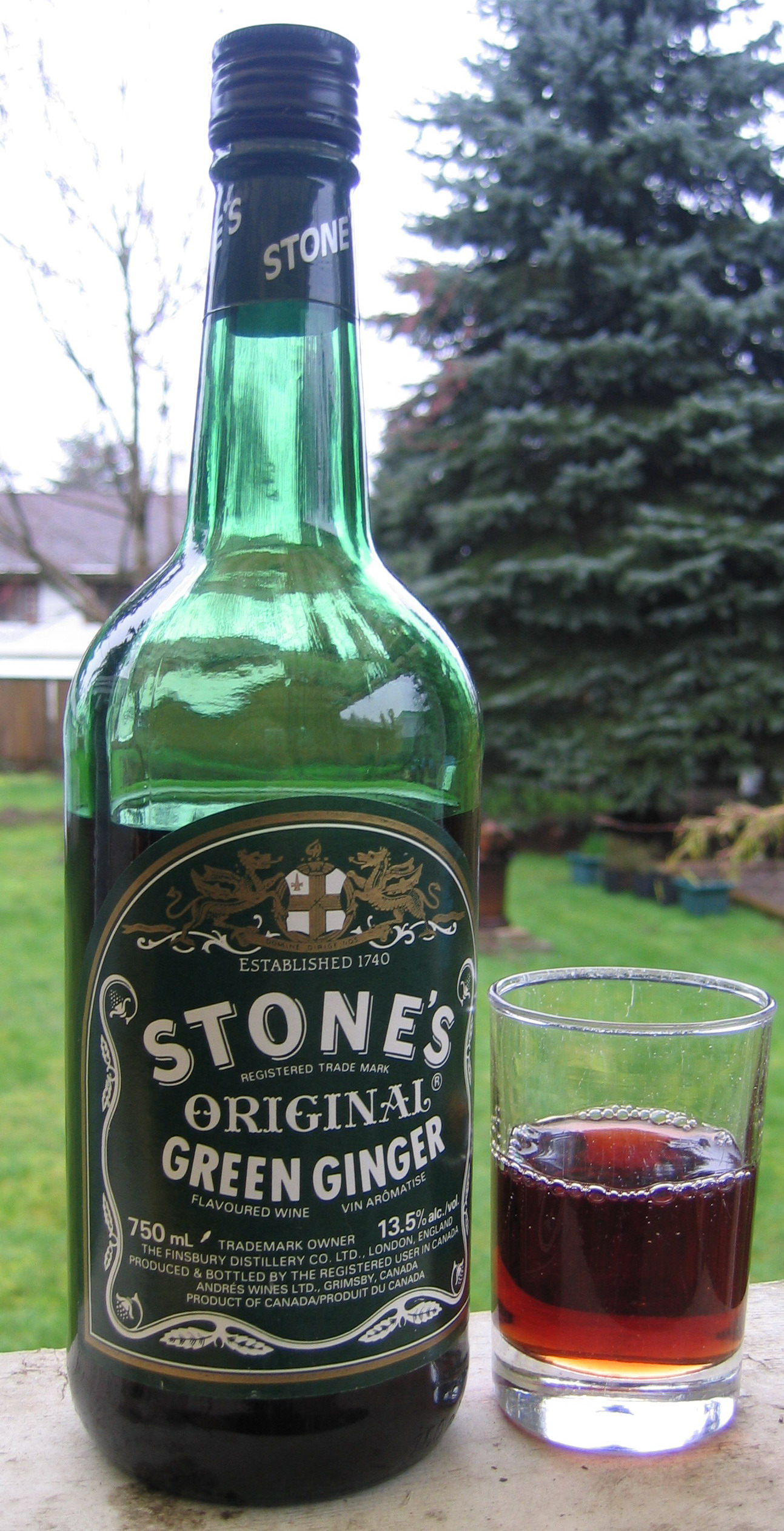

Вперше був вироблений у Лондоні в 1740 році. Популярний алкогольний напій та афродизіак у Таїланді. Має присмак спецій.

## Види імбирного вина
Імбирне вино буває двох видів:
- Світле, що має пікантний смак та невелику частку терпкості. Найкраще смакуватиме майже на будь-якому заході на свіжому повітрі, чи то вечірка, чи пікнік на відкритому повітрі
- Темне, що має більш м'який і гармонійний присмак. Невелика кількість стручкового перцю, що міститься в ньому, додає  виразності, але в той же час не додає гостроти, на відміну від світлого виду. А карамельна нотка робить це вино більш завершеним і оригінальним, доповнюючи композицію.

## Корисні властивості[3]
- поліпшує процес травлення;
- пришвидшує лікування застуд;
- допомагає при запаленнях носоглотки;
- стабілізує підвищення температури тіла до норми;
- зменшує болі в суглобах;
- усуває головний біль;
- охолоджує влітку, зігріває взимку;
- поліпшує концентрацію думок і покращує показники розумової діяльності загалом;
- покращує настрій і допомагає в позбавленні від депресії та апатії;
- покращує голос.